# Fawzi Bashir
Fawzi Bashir Rajab Bait Doorbeen, meglio noto solo come Fawzi Bashir (Salalah, 6 maggio 1984), è un ex calciatore omanita, di ruolo centrocampista.

## Palmarès

### Club

#### Competizioni nazionali
- Coppa Principe Faisal Bin Fahad: 1

Al-Ettifaq: 2004
- Kuwait Emir Cup: 1

Al-Qadisiya: 2007
- Qatar Stars League: 1

Al-Gharafa: 2007-2008